# Argiusta-Moriccio
Argiusta-Moriccio (korziško Arghjusta è Muricciu) je naselje in občina v francoskem departmaju Corse-du-Sud regije - otoka Korzika. Leta 2007 je naselje imelo 88 prebivalcev.

## Geografija
Kraj leži v jugozahodnem delu otoka Korzike 41 km severno od Sartène.

## Uprava
Občina Argiusta-Moriccio skupaj s sosednjimi občinami Casalabriva, Moca-Croce, Olivese, Petreto-Bicchisano in Sollacaro sestavlja kanton Petreto-Bicchisano s sedežem v istoimenskem kraju. Kanton je sestavni del okrožja Sartène.